# 水元村 (東京府)
水元村（みずもとむら）とは、東京府南葛飾郡にかつて存在した村である。現在の葛飾区の東北部に位置していた。葛飾区の地名として現存する。

## 村勢要覧[1]
- 面積 - 1,786,565坪
- 人口 - 4,030人（昭和5年国勢調査）、3,647人（大正14年国勢調査）、2,823人（大正9年国勢調査）
- 戸数 - 655戸（内訳：農業416戸、商業55戸、工業128戸、その他58戸）
- 現況 - 「位置ニ於テ都心ヲ遠サカレル水元村ハ交通機関不備ニシテ村ノ発展ヲ助長スルモノナク、隣接諸町村ノ急速ナル発展ニ取リ残サレタル観アリ。本村ノ交通機関トシテハ隣接セル金町ニ通ズル京成電車ヲ利用スルニ止マリ、村内ヲ通過スル交通機関全クナシ。而テ村ノ中央部一帯ハ田畑ニシテ、家屋ハ其ノ周囲ヲ馬蹄形ニ包囲シ、未ダ全ク農村ノ域ヲ脱セザル情勢ニアリ。本村ノ如ク全ク都心ヲ隔リタル地域ハ交通機関ノ完備スルニ非ザレバ、今後ノ発展遅々タルヲ免レザルベシ。村ノ事業施設も亦概シテ見ルベキモノナシ。」
- 小学校 - 水元尋常高等小学校（住所 上小合24）　創立年月：明治40年10月　校舎構造：木造瓦平屋建　校舎総坪数：519.80坪　教室数：13　学級数：11（内訳　尋常科10、高等科1）　児童数：614（内訳　尋常科557、高等科57）　教員数12（内訳　男性8、女性4）
- 実業補習学校 - 水元実業補習学校　学級数：2　教員数：7　生徒数：60　実業科目：農業
- 青年訓練所 - 水元村青年訓練所 主事：1　指導員：11　生徒数58
- 道路延長 - 府道：4,555間　村道：23,469間
- 耕地面積 - 田：241.1町　畑：143.0町
- 駐在所 - 3箇所
- 消防組 - 5部

## 沿革
- 1889年（明治22年）5月1日 - 町村制の施行に伴い、下小合村、上小合村、小合新田、猿ヶ又村、飯塚村が合併して発足。
- 1932年（昭和7年）10月1日 - 南葛飾郡全域が東京市に編入。水元村の区域は葛飾区となる。

## 現在の地名
西水元、東水元、水元、水元公園、南水元、東金町二丁目（いずれも大体の範囲）